# Kefej (ozvezdje)
Kefej (latinsko Cepheus) je ozvezdje severne nebesne poloble in eno od 88 sodobnih ozvezdij, ki jih je priznala Mednarodna astronomska zveza. Bilo je tudi eno od Ptolemejevih 48 ozvezdij. Imenuje se po etiopskem kralju Kefeju iz grške mitologije in naj bi predstavljalo kralja. Kefej lahko vidimo kot škatlo s trikotnikomna vrhu.